# Attero Dominatus & Primo Victoria Sampler
Attero Dominatus & Primo Victoria Sampler je první EP švédské power metalové kapely Sabaton vydaný 1. ledna 2007. Extended play obsahuje některé písně z alba Attero Dominatus a Primo Victoria.

## Seznam skladeb
1. Attero Dominatus
2. Primo Victoria
3. Into The Fire (krátká verze)
4. Rise Of Evil (krátká verze)
5. Light In The Black (krátká verze)
6. Metal Machine (krátká verze)

## Obsazení
- Joakim Brodén – zpěv, klávesy
- Rickard Sundén – kytara
- Oskar Montelius – kytara
- Pär Sundström – baskytara
- Daniel Mullback – bicí
- Daniel Mÿhr – klávesy